# S.W.A.T. - Squadra speciale anticrimine
S.W.A.T. - Squadra speciale anticrimine (S.W.A.T.) è un film del 2003 diretto da Clark Johnson. Scritto da David Ayer e David McKenna, è l'adattamento cinematografico della serie televisiva S.W.A.T., andata in onda tra il 1975 e il 1976.

## Trama
L'agente SWAT del Los Angeles Police Department Jim Street, il suo socio Brian Gamble e la loro squadra si infiltrano in una banca presa in ostaggio da alcuni rapinatori, dove Gamble disobbedisce agli ordini e affronta i rapinatori, causando ferite a un ostaggio. Lui e Street riescono a fermare i criminali, ma vengono allontanati dalla squadra SWAT dal Capitano Fuller, comandante della Divisione Metropolitana del Dipartimento. Gamble si scaglia contro di lui e se ne va infuriato. Fuller offre a Street la possibilità di rientrare nella squadra incriminando Gamble, ma questi rifiuta e viene quindi retrocesso a lavorare presso l'inventario della polizia. Gamble, convinto che Street lo abbia tradito per rimanere nella SWAT, lascia la polizia e pone fine alla loro collaborazione.
Sei mesi dopo, il capo della polizia chiama il veterano del LAPD, il sergente Daniel "Hondo" Harrelson, per riorganizzare la squadra SWAT. Hondo si interessa a Street e lo recluta insieme ai colleghi TJ McCabe, Michael Boxer, Deacon Kaye e Christina "Chris" Sanchez, nonostante le proteste di Fuller. I membri del gruppo legano mentre si addestrano insieme e riescono a superare i numerosi test; mentre festeggiano, Street ha un incontro ostile con Gamble. La squadra riesce quindi nella sua prima vera missione: sottomettere un ostaggio "polacco" usando un ariete in grado di sfondare un muro progettato da Street.
Nel frattempo, il boss criminale francese Alex Montel arriva a Los Angeles e uccide lo zio per appropriazione indebita, dopo aver assunto il controllo dell'impero criminale di famiglia uccidendo il padre. Mentre si dirige all'aeroporto a bordo dell'auto dello zio, viene fermato dalla polizia per un fanale posteriore rotto e arrestato per discrepanze con il suo falso documento d'identità; le autorità stabiliscono che è un latitante internazionale ed è ricercato dall'Interpol in almeno una dozzina di paesi. I soci di Montel, travestiti da agenti del LAPD, tentano di farlo evadere mentre viene trasferito in prigione, uccidendo due vice sceriffi. La squadra di Hondo riesce ad arrivare in tempo per uccidere gli uomini armati e catturare nuovamente Montel. Mentre i giornalisti si accalcano attorno alla squadra, Montel annuncia alle telecamere che offrirà cento milioni di dollari a chiunque riesca a farlo evadere, il che attira l'attenzione di criminali e gang in tutta la città.
La polizia di Los Angeles si prepara a trasferire Montel in custodia federale per via aerea, ma non riesce a fuggire prima che Gamble abbatta l'elicottero. La polizia invia un grande convoglio, che cade in un'imboscata da parte di membri di una gang che hanno scoperto che si tratta di un'esca per la squadra di Hondo, che trasporta Montel a bordo di due SUV. McCabe si rivela in combutta con Gamble, che ferisce gravemente Boxer e fugge con Montel e McCabe nella metropolitana, dove dirottano un vagone e fuggono attraverso le fogne mentre la squadra SWAT li insegue. Fuller invia quindi tutte le unità disponibili all'aeroporto di Hawthorne per impedire a Montel di fuggire in aereo.
La squadra di Hondo requisisce una limousine per raggiungere l'aeroporto, ma scopre che Gamble ha un aereo privato che atterrerà sul Sixth Street Bridge per trasportare i criminali fuori dal paese. Preparandosi al decollo, l'aereo viene intercettato e fatto deragliare dalla squadra SWAT; gli uomini di Gamble vengono uccisi, Sanchez viene ferita mentre Kaye arresta Montel e Hondo affronta McCabe, che si suicida. Street insegue Gamble fino allo scalo ferroviario sotto il ponte, dove combattono corpo a corpo finché Gamble non viene travolto da un treno in corsa e ucciso. Fuller e il resto della polizia di Los Angeles arrivano e la squadra di Hondo consegna Montel in una prigione federale. Mentre la squadra torna a Los Angeles, riceve una segnalazione di una rapina a mano armata in corso, alla quale Hondo prepara la sua squadra su suggerimento di Street.

## Produzione
Prima che venisse scelto Clark Johnson sono stati considerati numerosi nomi per la regia del film, tra cui Oliver Stone e F. Gary Gray. Il cast ha dovuto seguire dei corsi d'addestramento per imparare a usare le armi e le varie tattiche della SWAT, oltre che a studiarne la storia.
Le riprese sono cominciate nell'ottobre del 2002 a Los Angeles. Il film ha avuto un budget di 70 milioni di dollari. Nella scena in cui il personaggio di Colin Farrell ammanetta l'antagonista quest'ultimo viene steso faccia a terra sulla stella della Hollywood Walk of Fame dedicata al conduttore televisivo Alex Trebek; Trebek ha fornito, non accreditato, la voce fuori campo dei finti notiziari nella scena seguente.

## Distribuzione
Il film è stato distribuito nelle sale cinematografiche statunitensi da Columbia Pictures a partire dall'8 agosto 2003. In Italia, è stato distribuito a partire dal 28 novembre dello stesso anno.

## Accoglienza

### Incassi
Il film si è dimostrato un successo al botteghino, incassando 116934650 dollari in Nord America e 90790989 dollari negli altri Paesi, per un totale di 207725639 dollari a livello globale. Nel suo primo weekend di programmazione aveva incassato 37,1 milioni di dollari, terminando in prima posizione davanti a Quel pazzo venerdì.

### Critica
Il film è stato accolto in maniera tiepida dalla maggior parte della critica cinematografica, che, secondo ScreenRant, «lo ha considerato un film d'azione divertente, ma perlopiù dimenticabile». Sull'aggregatore di recensioni online Rotten Tomatoes ha una percentuale di gradimento da parte della critica del 48%, basata su 168 recensioni, con una media del 5,4. Su Metacritic, che utilizza una media aritmetica ponderata, detiene un punteggio di 45 su 100 basato su 35 recensioni da parte della critica, a indicare «giudizi contrastanti o nella media».

## Sequel
Nel 2011 ne è stato realizzato un sequel dal titolo S.W.A.T. - Squadra speciale anticrimine 2, destinato unicamente al mercato home video e privo di alcun collegamento con il film originale. Nel 2017 il film è stato seguito a sua volta da S.W.A.T. - Sotto assedio, anch'esso uscito direct-to-video e con un cast differente dal suo predecessore.